# فدراسیون بین‌المللی روزنامه‌نگاران
فدراسیون بین‌المللی روزنامه‌نگاران (به انگلیسی: International Federation of Journalists مخفف IFJ) یک فدراسیون اتحادیه جهانی از انجمن‌های صنفی یا اتحادیه‌های صنفی روزنامه‌نگاران است. هدف اصلی این سازمان تقویت حقوق و آزادی روزنامه‌نگاران می‌باشد.
همچنین هویت آن در جهت حمایت از عدالت اجتماعی، حقوق کارگری، جهانی سازی، حقوق بشر، دمکراسی و مبارزه با فساد و فقر شکل گرفته‌است.

این فدراسیون تاکنون بیانیه‌های متعددی در محکومیت سرکوب روزنامه نگاران در ایران نیز صادر کرده‌است.

## گزارش سالیانه
- ۲۰۲۱ - در ایران ۹ نویسنده و روزنامه‌نگار از جمله کیوان صمیمی، عالیه مطلب زاده و کسری نوری در زندان‌های ایران به سر می‌برند.[۲]